# Музыкальная академия имени Грига
Музыкальная академия имени Грига (норв. Griegakademiet) — норвежская консерватория, расположенная в Бергене. Названа в честь Эдварда Грига. Входит в состав Бергенского университета.
Основана в 1905 году. В настоящее время в академии обучается около 160 студентов, на основе полной занятости работает 25 преподавателей. Академия тесно связана с Бергенским филармоническим оркестром и двумя заметными в регионе духовыми оркестрами. Отдельную программу по изучению этнической музыки академия проводит совместно с Университетом Макерере (Уганда).
1 января 2017 года при слиянии Бергенской академии искусства и дизайна (KHiB) и Музыкальной академии имени Грига создан факультет изящных искусств, музыки и дизайна Бергенского университета.

## Известные преподаватели
- Иржи Глинка

## Известные выпускники
- Лейф Ове Андснес
- Харальд Северуд